# Portugisisk orlogsmand
Den portugisiske orlogsmand (Physalia physalis) er et gople-lignende hvirvelløst havdyr. Faktisk er den portugisiske orlogsmand ikke et rigtigt dyr, men derimod en koloni af separate, specialiserede dyr – såkaldte zooider – der ikke er i stand til at overleve hver for sig.
Goplen har giftige brændetråde på op til 10 meter. Selvom brændetråden er væk fra selve goplen, er den farlig. At blive ramt af trådene føles som et piskeslag eller et elektrisk stød. Det kan være farligt for mennesker.
| Dyr | Spire Denne artikel om dyr er en spire som bør udbygges. Du er velkommen til at hjælpe Wikipedia ved at udvide den. |